# Округ Чилтон (Алабама)
Округ Чилтон (енгл. Chilton County) је округ у америчкој савезној држави Алабама. По попису из 2010. године број становника је 43.643. Седиште округа је град Клантон.

## Демографија
Према попису становништва из 2010. у округу је живело 43.643 становника, што је 4.050 (10,2%) становника више него 2000. године.
| Група             | 2000.          | 2010.          |
| Белци             | 33.897 (85,6%) | 35.395 (81,1%) |
| Афроамериканци    | 4.200 (10,6%)  | 4.230 (9,7%)   |
| Азијати           | 72 (0,2%)      | 130 (0,3%)     |
| Хиспаноамериканци | 1.152 (2,9%)   | 3.420 (7,8%)   |
| Укупно            | 39.593         | 43.643         |